# Liste der indischen Botschafter in Afghanistan
Der indische Botschafter residiert in Shahr-e-Arad, Kabul
| Ernannt / Akkreditiert | Name                   | Bemerkungen                                          | ernannt während der Regierung von | akkreditiert während der Regierung | Posten verlassen |
| ---------------------- | ---------------------- | ---------------------------------------------------- | --------------------------------- | ---------------------------------- | ---------------- |
| 24. Apr. 1948          | Lala Rup Chand         | [ 1 ]                                                | Jawaharlal Nehru                  | Mohammed Sahir Schah               |                  |
| 1952                   | Bhagwat Dayalb         | [ 2 ]                                                | Jawaharlal Nehru                  | Mohammed Sahir Schah               |                  |
| 1957                   | Sundar Narain Haksar   | (* 4. Dezember 1909; † 1985) 1960 Botschafter in Rom | Jawaharlal Nehru                  | Mohammed Sahir Schah               |                  |
| 1960                   | Jagan Nath Dhamija     | [ 3 ]                                                | Jawaharlal Nehru                  | Mohammed Sahir Schah               |                  |
| 1964                   | Pran Nath Thapar       | [ 4 ]                                                | Lal Bahadur Shastri               | Mohammed Sahir Schah               |                  |
| 1967                   | Ashok Nanalal Mehta    | [ 5 ]                                                | Indira Gandhi                     | Mohammed Sahir Schah               |                  |
| 1971                   | Kohensalan L. Mehta    |                                                      | Indira Gandhi                     | Mohammed Sahir Schah               |                  |
| 1974                   | Shri K.R.P. Singh      |                                                      | Indira Gandhi                     | Mohammed Sahir Schah               |                  |
| 1977                   | Shailendra Kumar Singh |                                                      | Morarji Desai                     | Mohammed Sahir Schah               | 1979             |
| 2001                   | Gautam Mukhopadhaya    |                                                      | Atal Bihari Vajpayee              | Burhanuddin Rabbani                |                  |
| 2006                   | Rakesh Sood            |                                                      | Manmohan Singh                    | Hamid Karzai                       |                  |
| 2008                   | Jayant Prasad          |                                                      | Manmohan Singh                    | Hamid Karzai                       |                  |